# Saïd Chengriha
Saïd Chengriha (en árabe: سعيد شنقريحة, en chaoui: ⵙⴰⵄⵉⴷ ⵛⵏⵇⵔⵉⵃⴰ), nacido el 1 de agosto de 1945 en El Kantara en la actual wilaya de Biskra en Argelia, general argelino. Es el Jefe del Estado Mayor del Ejército Nacional Popular de Argelia desde el 23 de diciembre de 2019, tras la muerte de Ahmed Gaïd Salah.

## Trayectoria
Chengriha se formó como oficial de infantería y posteriormente se formó con un curso de Estado Mayor en la Academia Rusa de Voroshilov durante la década de 1970. Ocupó el cargo de jefe de la región militar.
En 1993 como Teniente Coronel y Jefe de Estado Mayor de la 1.ª División Blindada instalada en Bouira Chengriha lideró la posición de avance en Lakhdaria del Sector Operativo de Bouira (SOB) durante la época de lucha contra el terrorismo, bajo la supervisión del general Abdelaziz Medjahed.
Fue ascendido a coronel y posteriormente en 1995 a general antes de ser enviado a la 2.ª región militar, donde ocupó los cargos de comandante de la 8.ª Brigada Blindada y comandante del Sector Operativo de Sidi-Bel-Abbès (SOBA) y El Sector Operativo de Argel Occidental (COWAL).
En agosto de 2004, cuando se convirtió en mayor general, comandó la tercera región militar en Béchar y se dedicó a la vigilancia de la frontera en el suroeste de Argelia, asegurando la región de Tinduf y enfrentándose a la lucha contra el contrabando así como a los movimientos de grupos terroristas en las fronteras occidentales de Argelia. Una tercera región militar que previamente había sido comandada por Ahmed Gaïd Salah de 1989 a junio de 1990, por el general Saïd Bey entre 1992 y mayo de 1994, el general Hocine Benhadid de mayo de 1994 a 1995, etc.
Fue ascendido a general-mayor en 2003.
El 27 de agosto de 2018, fue nombrado Comandante de las Fuerzas Terrestres sucediendo al Mayor general Lahcen Tafer.
Fue nombrado jefe de gabinete interino del Ejército Popular Nacional el 23 de diciembre de 2019 por el presidente Abdelmadjid Tebboune, sucediendo al general  Ahmed Gaïd Salah, quien murió el mismo día.
In November 2024, General Chengriha joined the Tebounne government as delegate for national defense.